# Корхейлевеш
Корхейлевеш (венг. korhelyleves) — густой суп венгерской кухни из квашеной капусты с грудинкой и дебреценской копчёной колбасой или сосисками. Кислый на вкус суп считается в Венгрии прекрасным средством от похмелья.
В зависимости от рецепта сначала варят бульон на копчёном мясе, в который затем закладывают квашеную капусту, либо сразу отваривают грудинку с капустой в воде или капустном соке, разведённом водой. В конце приготовления в суп добавляют нарезанную кружочками, иногда предварительно обжаренную на сале колбасу или сосиски, загущивают сметаной, смешанной с мукой, и приправляют паприкой, перцем, лавровым листом и лимонным соком. К корхейлевешу подают сметану.